# ベルベンノ
ベルベンノ（伊: Berbenno  ( 音声ファイル)）は、イタリア共和国ロンバルディア州ベルガモ県にある、人口約2,500人の基礎自治体（コムーネ）。

## 地理

### 位置・広がり
ベルガモ県西部、ヴァッレ・イマーニャのコムーネ。県都ベルガモから北北西へ15km、州都ミラノから北東へ49kmの距離にある。

#### 隣接コムーネ
隣接するコムーネは以下の通り。
- ベドゥリータ
- カピッツォーネ
- サントモボーノ・テルメ
- ヴァル・ブレンビッラ

### 地震分類

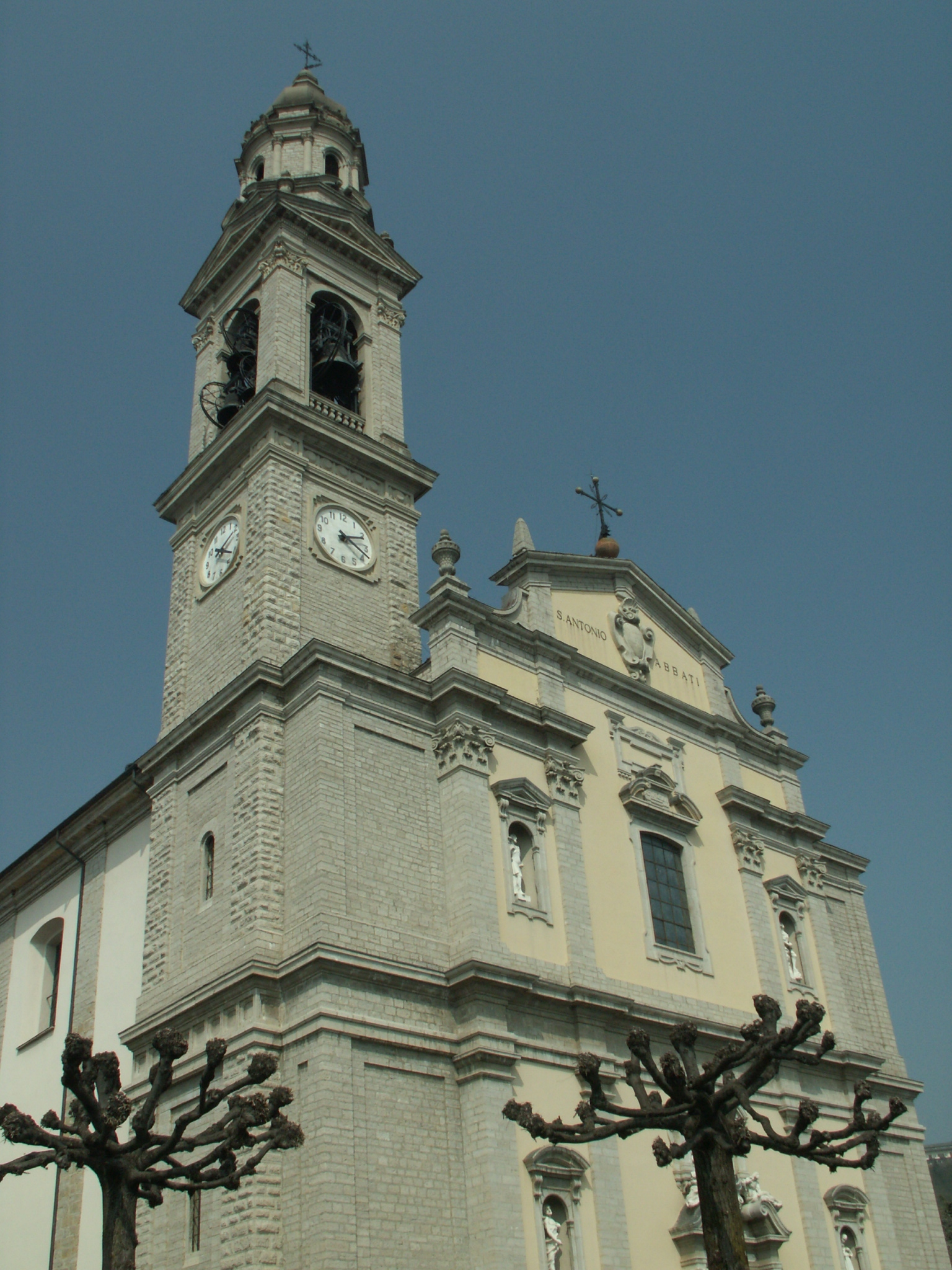

イタリアの地震リスク階級 (it) では、3 に分類される
。

## 行政

### 山岳部共同体
広域行政組織である山岳部共同体「ヴァッレ・イマーニャ山岳部共同体」  (it:Comunità montana Valle Imagna)  （事務所所在地：サントモボーノ・テルメ）を構成するコムーネである。

### 分離集落
ベルベンノには、以下の分離集落（フラツィオーネ）がある。
- Cà Passero, Cà Previtali, Ceresola, Cornelli, Foppo, Piazzasco, Ponte Giurino

## 姉妹都市
- Saint-Laurent-du-Pont、フランス